# Westlake (Louisiana)
Westlake ist eine Kleinstadt (mit dem Status „City“) im Calcasieu Parish im US-amerikanischen Bundesstaat Louisiana. Das U.S. Census Bureau hat bei der Volkszählung 2020 eine Einwohnerzahl von 4.781 ermittelt.

## Geografie
Westlake liegt im Südwesten Louisianas am Ufer des Calcasieu River, unweit von dessen Mündung in den Calcasieu Lake. Die Grenze zu Texas befindet sich rund 50 km westlich. Das Stadtgebiet erstreckt sich über eine Fläche von 6 km².
Benachbarte Orte von Westlake sind Moss Bluff (13,8 km nordöstlich), Lake Charles (am gegenüberliegenden Ufer des Calcasieu River am südöstlichen Stadtrand) und Sulphur (12,8 km westlich).
Die nächstgelegenen Großstädte sind Lafayette (125 km östlich), Louisianas Hauptstadt Baton Rouge (214 km in der gleichen Richtung), Shreveport (298 km nördlich), Beaumont in Texas (93,7 km westlich) und Texas’ größte Stadt Houston (227 km in der gleichen Richtung).

## Verkehr
Die Interstate 10 und der U.S. Highway 90 verlaufen auf einem gemeinsamen Streckenabschnitt entlang der südlichen Stadtgrenze von Westlake. Daneben treffen die Louisiana Highways 378 und 379 im Stadtgebiet von Westlake zusammen. Alle weiteren Straßen sind untergeordnete Landstraßen, teils unbefestigte Fahrwege sowie innerörtliche Verbindungsstraßen.
Parallel zur I 10 verläuft eine Eisenbahnstrecke der BNSF Railway durch Westlake. Die Strecke wird auch vom Sunset Limited genutzt, einem von Los Angeles nach New Orleans verkehrenden Schnellzug von Amtrak, der im östlich benachbarten Lake Charles einen Zwischenhalt einlegt.
Mit dem Lake Charles Regional Airport befindet sich 19,9 km südlich der nächste Regionalflughafen. Der nächstgelegene internationale Großflughafen ist der George Bush Intercontinental Airport in Houston (215 km westlich).

## Bevölkerung
Nach der Volkszählung im Jahr 2010 lebten in Westlake 4568 Menschen in 1801 Haushalten. Die Bevölkerungsdichte betrug 761,3 Einwohner pro Quadratkilometer. In den 1801 Haushalten lebten statistisch je 2,54 Personen.
Ethnisch betrachtet setzte sich die Bevölkerung zusammen aus 77,2 Prozent Weißen, 19,7 Prozent Afroamerikanern, 0,5 Prozent amerikanischen Ureinwohnern, 0,3 Prozent Asiaten, 0,1 Prozent Polynesiern sowie 0,8 Prozent aus anderen ethnischen Gruppen; 1,5 Prozent stammten von zwei oder mehr Ethnien ab. Unabhängig von der ethnischen Zugehörigkeit waren 3,3 Prozent der Bevölkerung spanischer oder lateinamerikanischer Abstammung.
26,3 Prozent der Bevölkerung waren unter 18 Jahre alt, 59,4 Prozent waren zwischen 18 und 64 und 14,3 Prozent waren 65 Jahre oder älter. 52,1 Prozent der Bevölkerung war weiblich.

Das mittlere jährliche Einkommen eines Haushalts lag bei 42.799 USD. Das Pro-Kopf-Einkommen betrug 19.810 USD. 19,0 Prozent der Einwohner lebten unterhalb der Armutsgrenze.